# Château-fort de Mosson
Le château fort de Mosson  est un fort donjon situé dans le village de Mosson, dans le département français de la Côte-d'Or.

## Localisation
Le château fort de Mosson est situé rue aux Friands à l'extrémité occidentale du village, au pied d'une côte dominant à l'ouest la vallée de l'Ource.

## Historique
L’établissement de la maison forte de Mosson remonte au moins au XIIIe siècle. En janvier 1282, Richard, seigneur de Dampierre, la reprend en fief de Gui de Genève, évêque de Langres avec  « 40 maignies d'hommes, le four, la moitié du moulin » et reçoit à cet effet 120 livres tournois. Le 3 juin 1372, Jean de Saffres, grand doyen de Langres, tient du duc à Mouson « les amplastres qui sont devant le cloux appelez la saule de Rochefort et de la grange de costé ladite saule, et des meix tenant à ycelle ensemble le maisonnement tenant à icelle »[réf. souhaitée].

## Architecture
En 1795, un nommé Cely décrit "une place dépendant du château est emplantée de 7 marronniers et par une porte de bois donne accès dans la cour qui est à l'est du château, où se trouve un puits et 88 tilleuls. Un pavillon au nord de la cour avec une aile de chaque côté ; il y a quatre tours dont l'une sert d'escalier pour gagner le grenier. Au rez-de-chaussée, deux chambres à feu et trois cabinets dans chacune des tours qui ont deux étages. Dans une des ailes, une cuisine, un cellier, une chambre. L'autre aile comprend une écurie et un bucher. Au nord de la cour est un pavillon dont le rez-de-chaussée sert de communication entre le château et la basse-cour"[réf. souhaitée].
La maison forte est précédée d'une basse-cour fermée au nord par deux corps de logis encadrant une tour-porche sans pont-levis. Elle est constituée d'une tour rectangulaire haute de treize mètres comprenant trois étages cantonnés aux angles par quatre tourelles rondes légèrement plus hautes que le logis central. Celui-ci a été percé au XVIIIe siècle de baies rectangulaires sur les faces nord, sud et est alors que la façade occidentale porte les cheminées[réf. souhaitée].

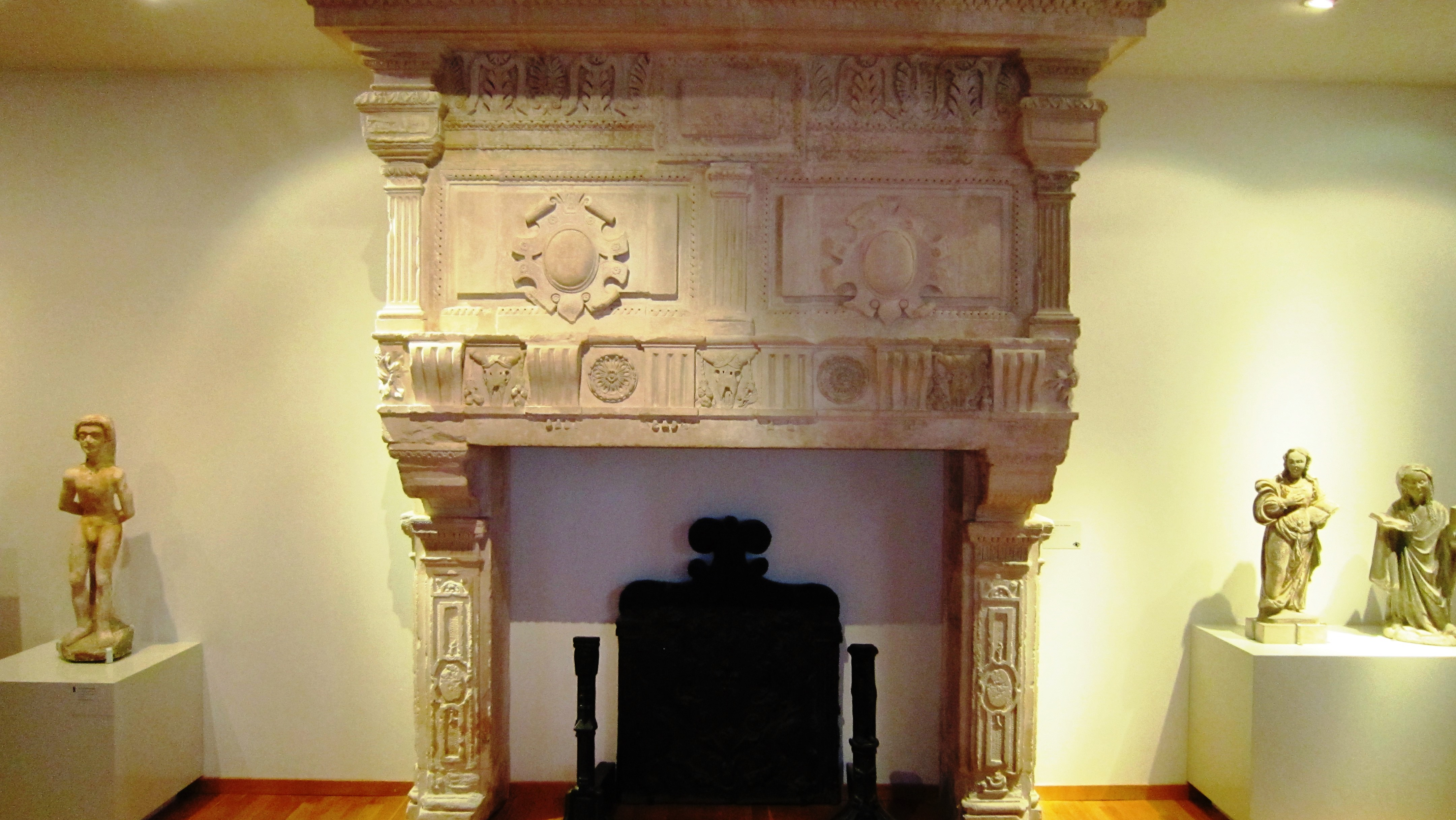
La cheminée du château

## Mobilier
Château de Mosson, propriété privée, ne se visite pas. Cependant, on peut en admirer la cheminée monumentale ainsi que sa plaque au musée du Pays châtillonnais où elles sont déposées.